# Curtara kelana
Curtara kelana är en insektsart som beskrevs av Delong 1980. Curtara kelana ingår i släktet Curtara och familjen dvärgstritar. Inga underarter finns listade i Catalogue of Life.